# (19096) Leonfridman
(19096) Leonfridman (1979 TY1) – planetoida z pasa głównego asteroid okrążająca Słońce w ciągu 3,47 lat w średniej odległości 2,29 j.a. Odkryta 14 października 1979.